# Флори, Том
То́мас Фло́ри (англ. Thomas Florie, 6 сентября 1897, Гаррисон, штат Нью-Джерси — 26 апреля 1966, Провиденс, штат Род-Айленд, США) — американский футболист, крайний нападающий. Играл в первой и второй Американских футбольных лигах, выступал за сборную США на чемпионатах мира 1930 и 1934 годов. В 1986 году включён в Зал Американской Футбольной Славы.

## Биография
Том Флори родился в Нью-Джерси в семье итальянских иммигрантов. Флори играл в футбол с детства, однако служба в военно-морском флоте во время Первой мировой войны отсрочила начало его спортивной карьеры. В 1922 году Флори подписал контракт с клубом «Гаррисон» из Американской футбольной лиги, в составе которого провёл лишь три игры, а затем ушёл в любительскую лигу.

## Карьера

### Клубная
В 1924 году Флори вернулся в профессионалы, в клуб «Провиденс». Вскоре он стал одним из лучших крайних нападающих лиги. В 1928 году Флори совершил переход в «Нью Бедфорд Уэйлерз II», а ещё через три года — в клуб «Фолл-Ривер», который продержался всего полсезона, прежде чем объединиться с «Нью-Йорк Янкис» в «Нью Бедфорд Уэйлерз III». Ещё через год Флори перешёл в «Потакет Рейнджерс». Карьера Тома Флори продолжалась до 1941 года, когда в составе «Потакет» он одержал победу над командой «Детройт Крайслер» в финале на Кубок США с общим счётом по сумме встреч — 8:5 (один гол на счету Тома Флори).

### В сборной
За сборную Том Флори сыграл 8 матчей в период с 1925 по 1934 год. Его дебютом стало поражение от Канады 27 июня 1925 года со счётом 0:1. В следующем матче за сборную (также проводимую против канадцев) Флори забил гол. Это случилось через год после первого поражения, американцы взяли убедительный реванш — 6:2. Флори не был взят в сборную на Олимпийские Игры 1928 года, но оказался в составе команды, поехавшей на первый чемпионат мира в Уругвай. Он был назначен капитаном, и с ним сборная дошла до полуфинала.
Через четыре года он вновь поехал на чемпионат мира, на этот раз в Италию, но этот чемпионат оказался для Флори и всей сборной США менее успешным. Проигранный матч хозяевам турнира итальянцам (1:7), после которого американцы отправились домой, стал для Флори последним в составе сборной.
| Матчи и голы Тома Флори за сборную США | Матчи и голы Тома Флори за сборную США | Матчи и голы Тома Флори за сборную США | Матчи и голы Тома Флори за сборную США | Матчи и голы Тома Флори за сборную США | Матчи и голы Тома Флори за сборную США | Матчи и голы Тома Флори за сборную США |
| -------------------------------------- | -------------------------------------- | -------------------------------------- | -------------------------------------- | -------------------------------------- | -------------------------------------- | -------------------------------------- |
| №                                      | Дата                                   | Место проведения                       | Соперник                               | Счёт                                   | Голы                                   | Турнир                                 |
| 1                                      | 27 июня 1925                           | Монреаль, Канада                       | Канада                                 | 0:1                                    | -                                      | Товарищеский матч                      |
| 2                                      | 6 ноября 1926                          | Нью-Йорк, США                          | Канада                                 | 6:2                                    | 1                                      | Товарищеский матч                      |
| 3                                      | 13 июля 1930                           | Монтевидео, Уругвай                    | Бельгия                                | 3:0                                    | 1                                      | Чемпионат мира 1930                    |
| 4                                      | 17 июля 1930                           | Монтевидео, Уругвай                    | Парагвай                               | 3:0                                    | -                                      | Чемпионат мира 1930                    |
| 5                                      | 26 июля 1930                           | Монтевидео, Уругвай                    | Аргентина                              | 1:6                                    | -                                      | Чемпионат мира 1930                    |
| 6                                      | 17 августа 1930                        | Рио-де-Жанейро, Бразилия               | Бразилия                               | 3:4                                    | -                                      | Товарищеский матч                      |
| 7                                      | 24 мая 1934                            | Рим, Италия                            | Мексика                                | 4:2                                    | -                                      | Отборочный матч к ЧМ 1934              |
| 8                                      | 27 мая 1934                            | Рим, Италия                            | Италия                                 | 1:7                                    | -                                      | Чемпионат мира 1934                    |

Итого: 8 матчей / 2 гола; 4 победы, 0 ничьих, 4 поражения.